# Roland Richter (Politiker, 1957)
Roland Richter (* 16. November 1957 in Sigmaringen) ist ein deutscher Politiker (CDU).
Nach seinem Abitur studierte Richter in Karlsruhe und wurde Diplom-Wirtschaftsingenieur. Von 1988 bis 1990 war er persönlicher Referent von Minister Gerhard Weiser, danach war er von 1990 bis 1992 stellvertretender Leiter der Zentralstelle im Ministerium Ländlicher Raum Baden-Württemberg. Von 1992 bis 1994 leitete er die Akademie Ländlicher Raum Baden-Württemberg.
1979 trat Richter in die CDU ein. Er war zunächst von 1987 bis 1992 Bezirksvorsitzender der Jungen Union Nordbaden, 1989 wurde er Mitglied des Landesvorstandes der CDU Baden-Württemberg und des Bezirksvorstandes der CDU Nordbaden. Von 1994 bis 1998 saß Richter im Deutschen Bundestag. Während seiner einzigen Wahlperiode vertrat er den Bundestagswahlkreis Pforzheim als direkt gewählter Abgeordneter.
Im September 1994 erlangte er unfreiwillig einige Bekanntheit, als er zur Wahl des Bundeskanzlers in der konstituierenden Sitzung des 13. Deutschen Bundestages erst in letzter Minute erschien, um seine Stimme abzugeben. Richter hatte schlicht verschlafen, ein „Fauxpas“, wie er später angab.